# Alexeï Remizov
Pour les articles homonymes, voir Remizov.
Alexeï Mikhaïlovitch  Remizov (en russe : Алексей Михайлович Ремизов) est un écrivain russe né le 24 juin 1877 (6 juillet dans le calendrier grégorien) à Moscou et mort à Paris le 26 novembre 1957.

## Vie
Né en 1877, il fut étudiant à l'université de Moscou. Il débuta dans la littérature en 1902. Quittera l'U.R.S.S. en 1922. 
Il s'est établi en France en 1923.
Une grande partie de son œuvre fut tout de même régulièrement rééditée à l'époque soviétique.
Il est enterré au cimetière russe de Sainte-Geneviève-des-Bois, près de Paris.

## Œuvre
Ses Œuvres en huit volumes (1910-1912) comprennent des romans modernistes (L'étang, Sœurs en croix), des contes et légendes finement ouvrés, des miracles et des diableries. Il élabore ensuite une composition en mosaïque qui lui permet de préserver des pans de passé, soit historique (documents anciens dans La Russie dans ses écrits), soit intime (souvenirs de sa femme d'abord : Sur champ d'azur, Olia, De rose auréolée). Il mêlera ensuite les deux en introduisant un narrateur-témoin, avatar ambigu de l'auteur, qui lui permet de donner valeur épique au passé récent (La Russie dans le tourbillon, 1927, où la juxtaposition parfois discordante de rythmes et registres différents donne à sentir le « tourbillon » des années 1916-1921) ou de le décaler vers le merveilleux, le narrateur devenant le double ironique d'un héros de conte (Sur les corniches 1929, Le maître de musique 1983, La flûte aux souris 1953). Il entame dans les années 1930 une réflexion poétique sur la littérature russe (Le feu des choses 1954) et une vaste autobiographie lyrique au « passé lointain » (Les yeux tondus 1951, Le casson 1986, La ravine de Pétersbourg 1981) articulée autour de thèmes du roman d'éducation et d'initiation qui coïncident avec des archétypes du conte (perte, départ, errance, interventions bénéfiques, acquisition d'une famille nouvelle - littéraire et culturelle pour Remizov - remplaçant la famille biologique…). L'écrivain y affirme sur le mode tantôt plaisant tantôt grave que face à tous les bouleversements c'est la mémoire, personnelle et culturelle, qui fonde la dignité de l'homme. Remizov a par ailleurs pratiqué des genres très divers : légendes stylisées, parfois émaillées d'anachronismes (Les trois serpes 1927), contes paillards (Contes secrets 1920), recueils de rêves kaléidoscopiques (Martyn Zadeka 1954), hommages littéraires (Kukkha 1923, hommage à Vassili Rozanov). Les dessins, collages et albums calligraphiés complètent une œuvre d'une grande variété, qui a exercé une influence profonde sur la prose russe, notamment dans les années 1920, et qui connaît actuellement un regain d'intérêt en Russie même.

## Traductions en français
- Sur champ d'azur (V pole blakitnom), traduction par Jean Fontenoy, Paris, Plon, 1927.
- Sœurs en croix (Krestovye sëstry), traduit par Robert et Zénitta Vivier, Editions Rieder, 1929 [réed. La Maison Bourkov, Paris, Éditions du Pavois, 1946 ; rééd. Ombres, 1986 ; rééd. Sœurs en croix  (préf. Iégor Reznikoff), Paris, Ginkgo éditeur, coll. « Petite bibliothèque slave », 2024, 240 p. (ISBN 978-2-84679-544-9)]
- Sentiers vers l'invisible, traduction et préface de Jean Chuzeville et de S. Dovgello-Remizov, Paris, Éditions du chêne, 1945.
- L'Antre secret, traduit par A. Bachrach et A. Maugé, collection « L'Âge d'or », Paris, Fontaine, 1946.
- Où finit l'escalier, récits de la quatrième dimension, contes et légende, traduit par Gilbert Lely, Jean Chuzeville, Denis Roche , Boris de Schloezer, Georges et Ludmilla Pitoëff, Jeanne Bucher, Paris, Éditions du Pavois, 1947; réédition Ombres, 1991.
- Les Yeux tondus, traduit par Nathalie Victorovna Reznikoff, éd. Gallimard, Paris 1958.
- Savva Groudzine, traduit par Armand Robin, éd. Ubacs, 1986.
- Macaronis et autres contes, traduit par Bernard Kreise, illustrations de Vassily Kandinsky, éd. Memo, 1998.
- La Russie dans la tourmente, traduit par Anne-Marie Tatsis-Botton, éd. L'Âge d'Homme, 2000.
- La Flûte aux souris, traduit par Anne-Marie Tatsis-Botton, éd. Anatolia (le Rocher), 2006.
- Le Décafardiseur, traduit par Anne-Marie Tatsis-Botton, éd. Interférences, 2011.

## Études
- Bibliographie des œuvres d'Alexis Remizov, Hélène Sinany, Institut d'Etudes Slaves, Paris 1978
- (en) Russian Literature Triquarterly no 19, Ann Arbor (Michigan), numéro spécial consacré à Remizov